# Sekundärkrater
Als Sekundärkrater werden in der Astronomie und Planetologie kleine Einschlagkrater auf einem Planeten oder Mond bezeichnet, die bei einem großen Impakt als Nebenprodukt entstehen.

## Ursachen
Sekundärkrater können zweierlei Ursachen haben:
1. während des Einschlags herausgeschleuderte Impakt- oder Gesteinsbrocken; dies ist auf Monden und anderen Himmelskörpern ohne Gashülle fast ausschließlich die Ursache.
2. knapp vor dem Einschlag das Zerplatzen des großen Einschlagkörpers in mehrere Teile beim Durchdringen einer Atmosphäre.

- Kleine Meteoroide, die z. B. die Erde treffen, verglühen oder zerplatzen in großen Höhen
- Mittelgroße Objekte erhitzen sich erst später und zerplatzen dadurch in tieferen Höhen. Die aus den kleineren Bruchstücken entstehenden Sekundärkrater verteilen sich i. a. zufällig im Umkreis.
- Größere Objekte ab einigen 100 Tonnen werden vom Luftwiderstand erst spät abgebremst und erreichen die Erdoberfläche – je nach ursprünglicher Bahn im Sonnensystem – mit 10 bis 70 km/s. Beim Aufprall dringen sie ins Gestein ein und verdampfen augenblicklich. Das umliegende Material wird weggesprengt und erzeugt einen kreisrunden Explosionskrater, unabhängig vom Einschlagwinkel. Das ausgeworfene Material bildet um den neuen Krater herum die Ejektadecke. Enthält es hingegen größere Brocken, so bilden sich auch Sekundärkrater; diese Situation ist rechts im mittleren Bild zu sehen.

Bei einer größeren Anzahl von Bruchstücken können auch kleine Kraterreihen entstehen.